# Marc Hérold Gracien
Marc Hérold Gracien (5 maggio 1983) è un ex calciatore haitiano, di ruolo attaccante.